# 이경화 (작가)
이경화는 대한민국의 작가이자 이론가로서 건축과 패션, 철학적 측면에서 현대예술의 실험성을 펼쳐나가는 설치 퍼포먼스 & 뉴미디어 아티스트다. LA와 서울에서 활동해왔으며 현재 백남준문화재단의 국제이사, 한국미술이론학회 전 국제이사로 문화예술계의 국제적 역할을 활발히 진행 중이다.
기술적 맥락을 통하여 성적 아이덴티티gender identity와 체화embodiment의 주제를 포함하여 사회적 현상과 개인(개체)의 진화에 중점을 둔 아티스트이자 이론가이다. 그녀는 최근 아트 바젤 (Art Basel) 컨버세이션 및 살롱 무대에 아티스트이자 이론가로 국내에서 유일하게 초청되어 '지금의 테크놀로지와 작업에서의 뉴미디어' 2017 라는 주제로 패널리스트로 참여했다. 최근 UCLA 철학과에서 '탈신체화의 철학: 포스트 휴머니즘 미학'에 대해 강연하였고 쿤스트 할레 (Kunsthalle)의 지젝 / 바디우Zižek / Badiou 철학과 예술 이벤트에서 플랙사일 파놉티오시스Flexile Panoptiosis에 대해 얘기하였다. 몸의 건축적 구조 위에 그리고 매개적 경험의 철학으로, 3D 프린팅, 가상현실과 같은 테크놀로지를 둘러싸고 있는 현대적 이슈와 현대 미술의 역할로서 그 미디어 역학을 바라본다.
서울에서 로스엔젤레스, 그리고 베를린까지 비평가들은 "포스트 젠더 연구와 동시대 예술에 대한 획기적인 전시"라고 평가하였다. 또 최근에는 LA 퍼포먼스 아트계에서 귄위있는 ‘리처드 E. 셔우드 어워드(Richard E. Sherwood Award)’ 후보에 올라 그 실력을 국제적으로 인정받았다.
인체의 구조에서 발현된 패션디자인과 역으로 구조에 대한 고민에서 완성된 건축과의 상관관계를 공간으로 모색한 이경화 작가는 그 공간을 매개로 자신의 철학적 사유를 가시적 현상으로 드러내는 작업을 2013년부터 일관되게 이어오고 있다. 그는 패션과 건축은 물론, 미술과 철학에 대한 해박한 지식을 바탕으로 작가로서는 드물게 미술 이론가로도 활동하고 있으며 한국 아티스트이자 이론가로 국내에서 유일하게 2017 아트 바젤의 ‘대화와 살롱’ 무대에 초청받은 바 있다.

## 학력
- 이화여자대학교 미술대학 학사
- 하버드 대학교 건축대학원 석사

## 작업 및 활동
- <멜리어블 바디Malleable Bodies: 푸코, 플라스티시티, 그리고 코르셋>, 2018,[1]Roy And Edan Disney/Calarts Theater
- <연속성 속 가상성의 보존Preserving Virtuality in Continuity - 새로운 미디어의 출현에서부터 포스트휴먼까지From New Media to the Posthuman in Art>, 2018,[2] LA Art Show
- <탈신체화 철학: 포스트 휴머니즘 미학The Philosophy of Disembodiment: The Aesthetics of Post-Humanism> 초청 특강, 2017, UCLA 철학과
- <지금의 테크놀로지, 뉴미디어 엣 웍Technologies of the Present, New Media at Work> ‘대화와 살롱Conversations and Salon’ 초청 연사, 2017,[3] 아트 바젤 홍콩
- <플라스티시티: 건축적 바디Plasticity: Architectural Bodies> 홍콩과 LA 동시 연결 텔레프레즌스Telepresence개인전, 2017,[4]빌딩브릿지 아트 익스체인지
- <멜리어블 바디Malleable Bodies: 플루서, 푸코, 플라스틱시티, 그리고 코르셋> 개인전, 2015,[5]국립현대미술관[서울]
- <바디 메타모핑Body Metamorphing> 개인전 , 2014,[6]가나아트센터
- 지젝 바디유 철학 이벤트 오프닝 퍼포먼스, 2013,[7]플래툰 쿤스트할레